# Cnesteboda
Cnesteboda là một chi bướm đêm thuộc phân họ Tortricinae của họ Tortricidae.

## Các loài
- Cnesteboda anisocornutana (Razowski, 1964)
- Cnesteboda assamica (Razowski, 1964)
- Cnesteboda celligera (Meyrick, 1918)
- Cnesteboda davidsoni Razowski, 2000
- Cnesteboda facilis (Meyrick, 1912)
- Cnesteboda haruspex (Meyrick, 1912)
- Cnesteboda musculus (Diakonoff, 1948)
- Cnesteboda spinosa (Diakonoff, 1948)
- Cnesteboda variabilis (Diakonoff, 1941)